# À la carte

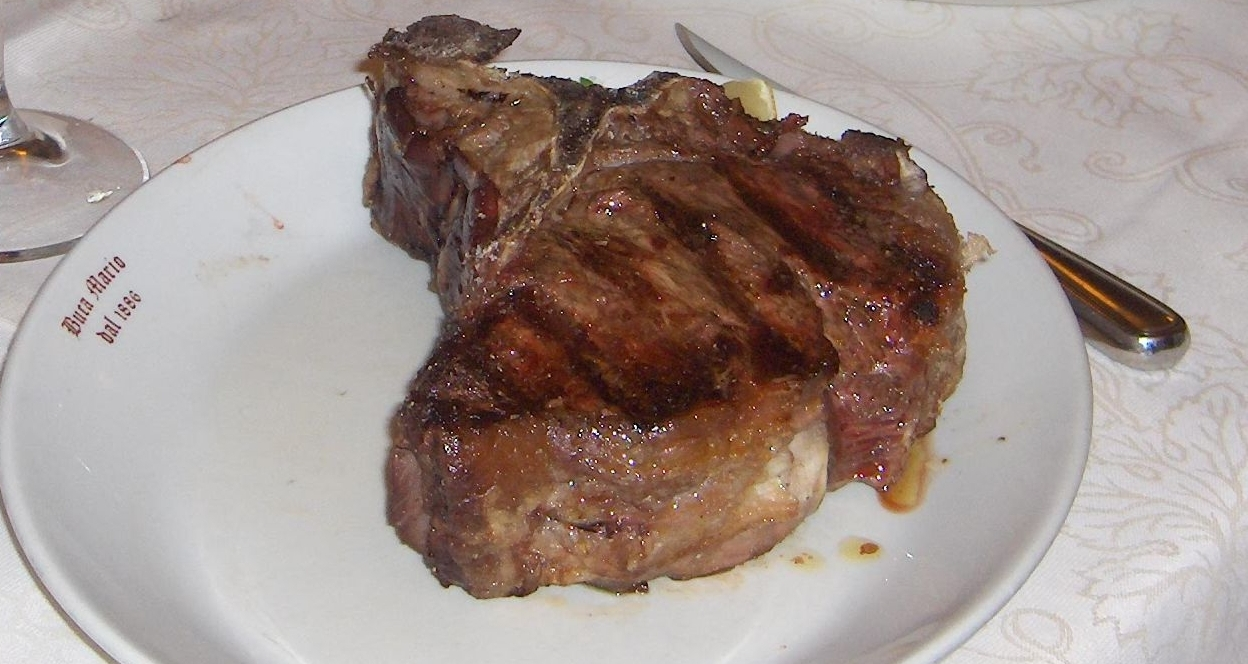
单点牛排，不带任何配菜或装饰（上述两项须单独點）

在餐馆，单点（法語：à la carte, 法語發音：[a la kaʁt] ）是指人們在餐厅點菜時只點菜单上的單個菜，這不同于菜单中的套餐。该词于19世纪初引自法语，意为“根据菜单”。
用户订购的部分菜肴可能包括配菜（亦或者单独提供），在此情况下也可视作单点。

## 历史
目前可考的“à la carte”最早用法是1816年出现的形容词用法（例如“à la carte meal”）和1821年出现的副词用法（“meals was à la carte”）。 上述用法早于“Menu”（菜单）一词引入英語的时间（后者于19世纪30年代传入英语）。